# Myrceugenia colchaguensis
Myrceugenia colchaguensis conocido comúnmente como arrayán de Colchagua, Colchaguillo o lumilla; es un árbol endémico de Chile perteneciente a la familia de las Mirtáceas. Es una de las especies vegetales más amenazadas de Chile.

## Descripción
Es un pequeño árbol o arbusto siempreverde de hasta 4 m de altura. Con hojas elípticas, flores color crema y frutos de color naranjo-amarillento de 7 mm aproximadamente, su maduración se produce entre los meses de octubre y noviembre.

## Distribución y hábitat
Es exclusivo de Chile y tiene una distribución que se extiende desde la provincia de Valparaíso hasta la de Cautín, aunque su distribución es extensa, también es extremadamente discontinua ya que sólo está presente en pequeñas subpoblaciones en áreas costeras, una o dos en la Depresión Intermedia y posiblemente una en la cordillera de los Andes. Su rango de altitud está entre los 50 y 400 m s. n. m. Su hábitat es comúnmente húmedo y por lo general se vegeta entre otros miembros de la familia de las mirtáceas.

## Conservación
Está en peligro crítico de extinción ya que ha sido registrada en menos de 10 sectores y es posible que actualmente sólo exista en 5 de ellos, todos altamente degradados debido a la deforestación, actividades agrícolas, turismo y urbanización. No se encuentra protegida en ningún parque ni reserva nacional, y tampoco tiene protección especial alguna por parte del Estado de Chile.

## Taxonomía
Myrceugenia colchaguensis fue descrita por (Phil.) L.E.Navas y publicado en Boletín del Museo Nacional de Historia Natural. Santiago de Chile 29: 230. 1970.
Etimología
Myrceugenia: nombre genérico que deriva de la fusión de los nombres de los géneros Myrcia y Eugenia.
colchaguensis: epíteto geográfico que alude a su localización en la provincia de Colchagua.
Sinonimia
- Eugenia colchaguensis Phil.
- Eugenia thalassaia var. colchaguensis (Phil.) Reiche
- Myrceugenia malvillana Kausel[4]